# Shalrie Joseph
Shalrie Joseph est un footballeur international grenadien né le 24 mai 1978 à Saint-Georges (Grenade). Milieu de terrain, il dispute toute sa carrière aux États-Unis en MLS. Il a marqué l'histoire du football grenadien et du Revolution de la Nouvelle-Angleterre où il détient le record du nombre de matchs disputés.

## Biographie
Joseph a été sélectionné en 14e place lors de la MLS SuperDraft 2002 par le New England Revolution mais ne rejoint pas la MLS avant la saison suivante. Il joue en 2002 hors des États-Unis puis pour les New York Freedom en Seconde division de United Soccer Leagues (D3 US). À peine arrivée en Nouvelle-Angleterre, il s'impose comme un des meilleurs récupérateurs de la ligue et devient même capitaine de son équipe en 2010.
Le 19 février 2013, Joseph est transféré après un essai aux Sounders de Seattle en échange de deux choix de repêchages et une allocation budgétaire.
Après avoir été libéré par les Sounders, Joseph retrouve les Revs en avril 2014.

## Carrière internationale
Avec la sélection de Grenade, il participe à la Coupe caribéenne des nations, la Gold Cup 2009 et les qualificatifs de la Coupe du monde.

## Palmarès
- SuperLiga en 2008
- US Open Cup en 2007

### individuel
- MLS Best XI en 2005, 2007, 2008, 2009